# Strážné božstvo

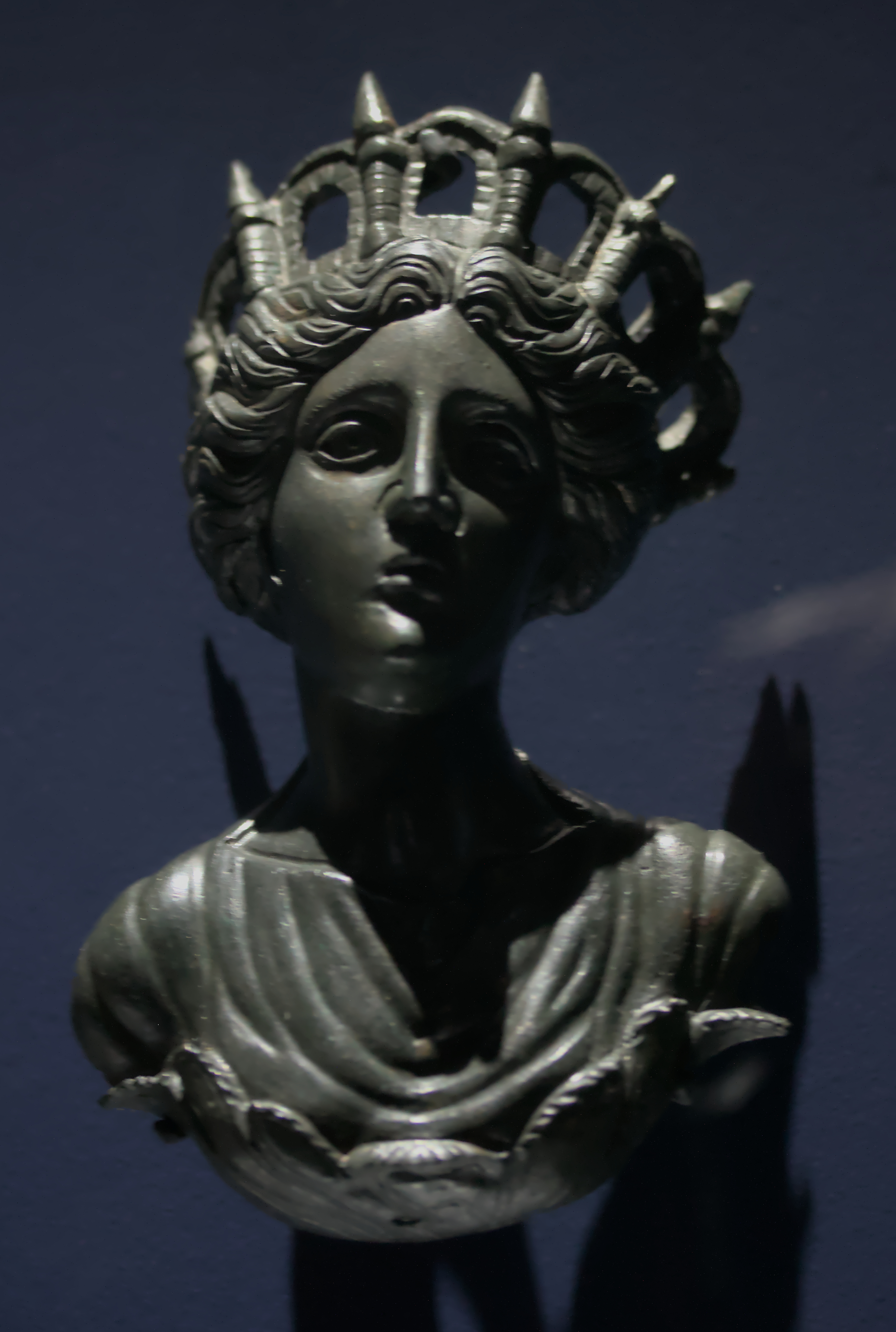
Bronzová busta Tutely, římské bohyně zosobňující ochranu a opatrovnictví

Strážné božstvo, případně strážný duch, je božstvo nebo podobná bytost, která je strážcem, ochráncem nebo patronem určitého jedince, místa nebo populace. Někdy jsou tato božstva označována výrazy odvozenými z latinského tutelarius „strážce, ochránce, opatrovník“, příkladem je anglické tutelary deity nebo španělské divinidad tutelar.
K základním typům strážných božstev patří:
- Božstva různých míst v divočině: pramenů, vodních toků a ploch, hor, jeskyní a lesů. Zvláštní kategorii tvoří například v římském náboženství geniové loci, ve Skandinávii se hovořilo o landvættir.
- Božstva střežící vegetaci, například jednotlivé stromy jako řecké hamadryády, nebo božstva polí jako římský Silvanus agrestis.
- Strážná božstva jednotlivce, příkladem je křesťanský anděl strážný, řecký daimón, římský genius, severská fylgja nebo zarathuštrický fravaši.
- Božstva domovů, příkladem je český skřítek, římští larové nebo skotský brownie.
- Božstva rodin a rodů, příkladem jsou římští penáti nebo indičtí kuladévatové.
- Božstva vesnic a měst, příkladem jsou indičtí grámadévatové nebo čínští bohové měst zvaní čcheng-chuang. Mnohá konkrétní města také měla své strážné božstvo: Řím Romu, Athény Athénu, Veset Amona, Týr a Sidón Aštarté, Babylón Marduka a podobně.
- Strážná božstva národů a států, například římský genius populi Romani nebo asyrský Aššúr.
- Patroni povolání a řemesel, jako v případě křesťanských světců.
- V japonském buddhismu střeží brány chrámů božstva zvaná nió.[2]